# Петрография
Петрографията е клон от петрологията, занимаващ се с подробното описване на скалите. Специалист, занимаващ се с тази научна дисциплина, се нарича петрограф.
Сред основните задачи на петрографията е разработването на най-рационалната система на скалите. Подробно се изучават връзките между минералното съдържание и структурата в скалите. Класификацията на скалите се основава на информацията, получена по време на петрографския анализ. Петрографските описания започват с полеви бележи от оголването на скалата и включват макроскопично описание на образците. Все пак, най-важният инструмент за петрографа е петрографският микроскоп. Подробният анализ на минералите чрез оптична минералогия в тънък отрязък и микроструктурата са от особена важност за разбирането на произхода на скалата. Рентгеноспектралният микроанализ на индивидуални зърна, както и химичния анализ на цялата скала чрез атомна абсорбция, рентгенофлуоресцентен анализ и лазерно-искрова емисионна спектрометрия се използват в съвременните петрографски лаборатории. Индивидуалните минерални зърна в дадена скала могат да се анализират и чрез рентгенова кристалография, когато оптическите начини са недостатъчни. Анализът на микроскопични флуидни инклузии в минералните зърна чрез петрографски микроскоп предоставя данни относно температурата и налягането, които са съществували, когато минералът се е образувал.

## История
Петрографията като наука се оформя през 1828 г., когато шотландският физик Уилям Никол изобретява техника за произвеждане на поляризирана светлина чрез разрязване на кристал калцит в специална призма, която по-късно става известна като призма на Никол. Добавянето на две такива призми към обикновения микроскоп го превръщат в поляризиращ, петрографски микроскоп. Използвайки специално излъчвана светлина и призми на Никол, става възможно да се определи вътрешната кристалографска природа на много тънки минерални зърна, с което знанията относно състава на скалите напредват в голяма степен.
През 1840-те години разработка на Хенри Клифтън Сорби и други полага основите на петрографията. Това е техника за изучаване на много тънки отрязъци скала. Отрязъкът се фиксира пред микроскоп, така че светлина да може да бъде излъчвана през минералните зърна, които иначе биха изглеждали непрозрачни. Това позволява анализ на скалната микроструктура. Използването на тънък отрязък става стандартен метод при изучаването на скалите в петрографията. Тъй като структурните детайли допринасят значително към знанието за последователността на кристализация на различни минерални съставки, петрографията постепенно еволюира в петрология.
Петрографията често се разделя на три основни периода:
1. до 1858 г. – домикроскопичен;
2. 1858 – 1898 – микроскопичен;
3. 1890 – 1900 – физико-химичен.

За основоположник на петрографията в България се счита академик Георги Бончев (1866 – 1955).